# Platymantis vitianus
Platymantis vitianus (tên tiếng Anh: Fijian Ground Frog) là một loài ếch trong họ Ranidae. Chúng là loài đặc hữu của Fiji.
Các môi trường sống tự nhiên của chúng là rừng ẩm vùng đất thấp nhiệt đới hoặc cận nhiệt đới, các đồn điền, vườn nông thôn.